# Лісогор Олег Володимирович
Оле́г Володи́мирович Лісого́р (нар. 17 січня 1979, Бровари) — український плавець. Екс-володар світового рекорду на дистанції 50 м брасом, яку він подолав за 26.17 секунд, побивши свій попередній рекорд в 26.20 секунд. Це сталося 21 січня 2006 року в Берліні.

## Короткий життєпис
1999 року брав участь у фільмі французького режисера Режиса Варн'є «Схід — Захід», знімання якого проводилися в Києві.
У 2013 році в Ліберії проти спортсмена порушили кримінальну справу за підозрою в насильницькому утриманні людини. Його ув'язнила місцева влада, однак згодом суд зняв звинувачення із Олега Лісогора та відпустив.

## Скандали
У 2014 році, після перемоги Євромайдану та відходу від місцевої влади Сергія Федоренка, Олег Лісогор очолив скандально відомий у минулому басейн «Схід» у Броварах. Однак 11 листопада 2015 року міський голова Броварів Ігор Сапожко звільнив Олега Лісогора. Зі слів мера, причина — значні зловживання, передусім у фінансових питаннях.
У грудні 2017 року зіграв роль Станіслава Курилова у кліпі гурту Антитіла на пісню «TDME».